# Fèlix Ziem
Fèlix Ziem (Beaune, França, 25 de febrer de 1821 - París, 10 de novembre de 1911) fou un pintor francès, de pare croat, pertanyent a l'Escola de Barbizon.

Els seus pares s'esforçaren a donar-li tota la instrucció que llurs escassos mitjans els permetien, rebent el jove la seva primera educació en llur ciutat nadiua i després a Dijon. Com que el jove mostrava un gran talent per dibuixar i pintar, el seu pare en bona hora el destinà a l'arquitectura. Aquestes disposicions li valgueren l'accés a l'Escola de Belles Arts de Dijon, en les quals es distingí pel seu talent, aconseguint als 18 anys el primer premi d'arquitectura. En aquest centre fou condeixeble de l'escultor Guillaume, conciutadà seu. 

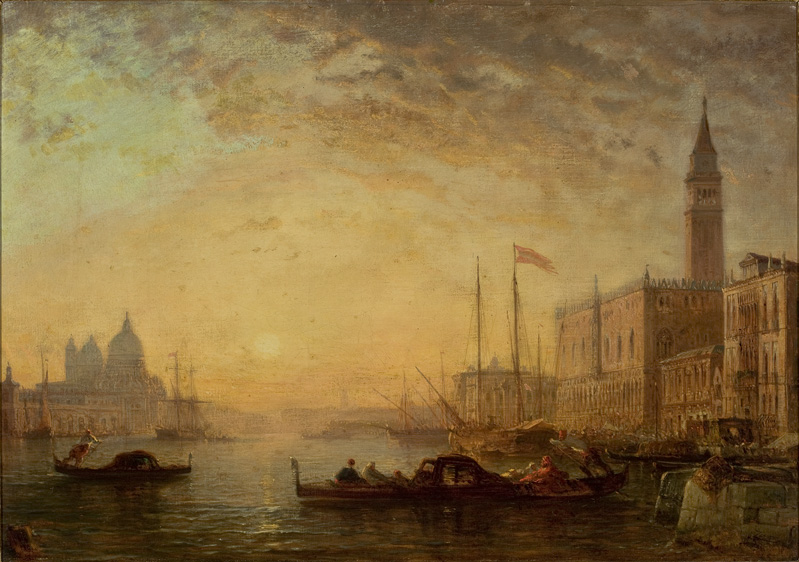
El Gran Canal

El 1839 concorregué al premi d'arquitectura, però el guanyà el seu company Guillaume. Aquest primer fracàs el privà d'anar a París per conte de la vila de Dijon i completar llurs estudis. Els amics de la seva família sol·licitaren per a ell una beca, que li fou refusada, i veient-se el jove arquitecte condemnat a perllongar la seva estada a la ciutat fins al curs següent. Més, to tenia paciència per a esperar. Somniava amb París, on es reunien tots els enginyosos, i amb Itàlia i, en particular, amb Roma. Sense esperar més, volgué partir de seguida, i el seu pare, lluny de privar-lo, l'animà, però només va poder posar en les seves mans com a passaport 40 sous, confiant en la vàlua i talent del seu fill.

## Amb el vigor de la joventut
El jove artista, vigorós i ple de bon humor, emprengué a peu el viatge fins a Lió, continuant després fins a Marsella. Provença, amb els seus horitzons nets i càlids colors, enlluernà al jove artista, sent allà on va tenir el primer contacte amb aquella llum de la qual ben aviat devia ser un fervent adorador. Una vegada a Marsella, com que necessitava treballar per a viure, cercà o trobà treball de vigilant en les obres que es feien llavors a Roquefavour, complint fidelment la seva feina i passant tot el dia en els tallers; més totes les hores que el seu càrrec li deixaven lliures les emprava en estudiar, dibuixant o pintant els vells carrers de Marsella, les antigues cases, el port vell i els tipus representatius de la raça, llegant així a la posteritat un conjunt formidable que en el seu dia serviria d'estudis de la ciutat.
Algunes aquarel·les el donaren a conèixer, aconseguint un èxit immediat, i gaudint ja a Marsella d'una reputació envejable quan l'abandonà per assolir el seu somni favorit: veure Itàlia. El Museu de Marsella posseeix algunes obres de la seva joventut. La mà de l'artista es revela ja hàbil, el dibuix és sòlid i el paisatge i les antigues mansions delaten en el pintor aquell sentit particular del pintoresc i els detalls que donen a un país i als seus individus la seva pròpia fisonomia. Però el que més despunta en aquests prematurs llenços és llur amor per la llum, omplint de sol llurs mars i paisatges, trobant en la seva paleta raigs que més tard es veuran multiplicats i variats fins a l'infinit sobre les màgiques ones de les llacunes venecianes.

## Arribada a Roma
Per fi arribà a Roma i fou per a ell un encant sense igual el poder admirar les obres mestres dels grans artistes italians. Passava el dia recorrent museus i esglésies i abismant-se en religioses contemplacions; després agafava el llapis i dibuixava el traç que més l'impressionava, assajant penetrar la tècnica del mestre, de sorprendre la eva forma. Fenomen curiós, aquest pintor que fou, abans de tot, paisatgista, posseïa voluminosos cartons plens d'estudis fets del natural o dels grans artistes de Renaixement, caient així per terra l'acusació, moltes vegades llençada contra ell, i sense cap fonament, d'haver improvisat la majoria dels seus quadres; d'haver pintat d'oïda una Venècia convencional i inexistent.

Mai Ziem, en la seva meticulosa probitat d'artista, pintà una tela d'oïdes o de memòria. Si més tard executà, en el seu taller del carrer Lepic, vistes força nombroses de Venècia, és perquè abans, en els seus 20 viatges a la ciutat dels canals, havia reunit un vertader tresor de notes, apunts i esbossos detalladíssims en que anotava els efectes de llum del moment, esbossos que únicament els mancava traslladar al llenç per la definitiva execució. 

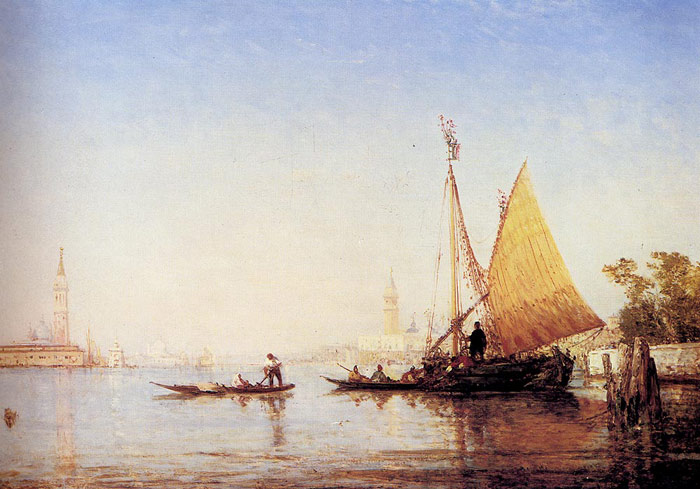
Col·lecció El Gran Canal

El primer viatge a Venècia es remunta al 1841. Robust i desconeixent la fatiga, marxà de Roma a peu i arribà a l'Adriàtic per petites etapes i, com anteriorment, visqué al dia venent llurs apunts a qualsevol preu, el suficient per completar els petits subsidis que rebia de casa seva. La vista de Venècia fou la guspira definitiva que va encendre-li un amor que li duraria tota la vida. Tot l'encantava en aquella ciutat fastuosa i melancòlica. Cada artista diu Teòfil Gautier, té una pàtria ideal, a vegades molt lluny del seu país vertader... La pàtria de Ziem és Venècia. No importa que l'abandoni, que viatgi, que passi una temporada a Constantinoble o en alguna altra part, però és allí on té llur pintura el seu domicili legal. Ell viu en la <Riva dei Schiavoni>, en el palau de Canaletto i dels Guardi, que més tard hauria de llogar Bonington i Joyaut. I en un altre paràgraf: <Amb una gota d'aigua en la qual si desfà una petita porció de color crea amb algunes pinzellades mansions de vermelloses façanes i aparatosos balcons i bigarrats troncs d'amaratge de les lleugeres góndoles...Però el que expressa millor encara és l'aigua verda de la llacuna, trencada en milers d'escames de llum i reflectint el capritxós cel...>. durant la seva primera estança a Venècia, Ziem més que pintar estudià als mestres que més hauria de preferir: el Tiziano, Tintoretto i Veronés, aquells virtuosos del color, eren els que atreien les mirades.

## Etapa veneciana
A penes arribat, instal·là el seu cavallet i executà una còpia del Miracle de Sant Marc que el mateix Tintoretto no hauria refusat, Veronés li encantava igualment pel desenvolupament d'aquella sumptuosa arquitectura i les seves estofes brillants. El seu somni s'havia realitzat. Venècia l'havia conquistat definitivament; malgrat això, als cinc mesos l'abandonava, però amb el ferm propòsit de tornar i fixar allí la seva residència. Però abans desitjava veure els turons i el cel de la pàtria del seu pare, Croàcia. El príncep Gagarine, gran viatger i amb el qual havia entaulat amistat, l'invità que l'acompanyés en les seves llunyanes excursions. I llavors començà per Ziem aquella ruta a través del món del qual portà els seus magnífics quadres. Acompanyà al príncep a Sant Petersburg, passant per Constantinoble, Odessa, Toula, Kíev i Moscou. Atret per la profusió de foc, de palaus i rutilants llums orientals de l'Imperi Romà d'Orient, instal·là allà el seu cavallet i compongué aquella magnífica sèrie de quadres en que ens mostra una Constantinoble de somni envoltada de vapors rosats a través dels quals puntegen les esveltes agulles dels minarets o la imponent massa de Santa Sofía.

Durant tres anys, de 1841 a 1844, Ziem prosseguí llur carrera d'artista viatger, a la qual no va poder renunciar mai completament. Durant la seva llarga existència visità Turquia, Itàlia, Egipte, Aràbia, Àsia Menor, Síria, Les Indies, Espanya i el Migdia provençal, que és la porta d'Orient i d'on va treure els tan coneguts llenços:Molls del vell port de Marsella; Soletat a Tamaris; El Mas Vincent de la Camarga, i Una Batuda de xarrasclets en l'estany de Marignane. Però no tan sols visità les solejades terres d'Orient. Els quadres: Tarda a la vora del Amstel, a Amsterdam, Un barraca als voltants de la Haia, Vista d'Anvers, etc., conserven el record els seus viatges en un país en què el sol no és pròdig en orgies de llum i colors de focs d'artifici.

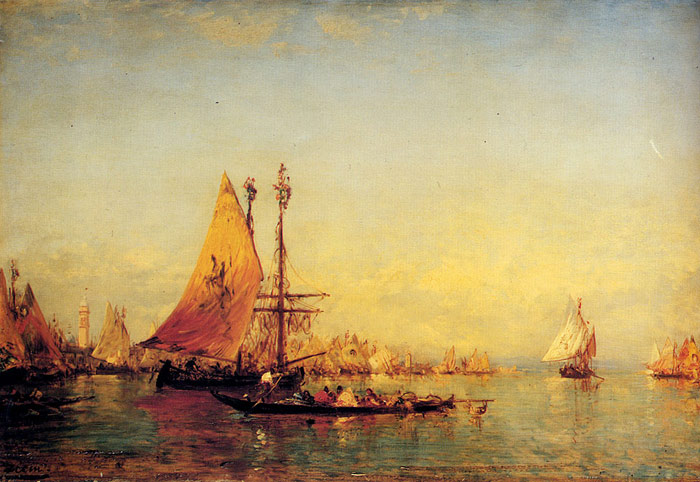
Col·lecció El Gran Canal

Cosa estranya: aquell enamorat del sol estimava també la melancòlica poesia del cel gris d'Països Baixos, ple de vapors àdhuc els dies més bells. Aquesta classe de llum la traduí amb la seva acostumada superioritat i ningú va saber, com ell, reflectir en les pàl·lides aigües dels canals les façanes punxegudes de les velles cases holandeses. Ara bé, el que sobretot atreia l'atenció a Holanda era l'obra de Rembrandt, pel qual professava una espècie d'idolatria. Sense voler-ho confessar a si mateix, l'havia col·locat en el seu cor un lloc més elevat que els seus models preferits de Venècia: Tiziano i Veronés cedien el pas al mestre d'Amsterdam; l'estudià amb amor; seguí amb ansietat sobre el llenç la mà del mestre i intentà sorprendre el secret d'il·luminar encara les ombres més denses. A fi d'assimilar-se millor aquell tècnica, no vacil·la davant la prova difícil de copiar la Ronda de nit, el qual aconseguí a la perfecció fins al punt que els que la veieren estaven d'acord a trobar-la, si no igual a l'original, almenys digne d'ell.
Després passà a la India i assistí a la caça del tigre; anà a Egipte i remuntà el Nil fins a Jartum. A Constantinoble assistí a la tornada de les tropes franceses victorioses a Crimea. En una paraula, visità totes les capitals de la llum i el color amb objecte de cercar i anotar noves impressions. Malgrat tot, Venècia obsessionava per complet el seu esperit, tornà a ella l'any següent i segons sembla i va romandre fins al 1845. Ziem, en més d'una ocasió, relata la penosa existència que portà amb el seu amic Favart; Havent reunit llurs escassos recursos, decidiren habitar en les llacunes, llogant una barca vella i construint una espècie de tenda de campanya amb trossos de catifa, persianes velles, etc.,i instal·lant allà el seu taller; aquest ocupava el centre de la barca; la part anterior estava ocupada pel mariner Cherubini, que feia de cuiner i mosso domèstic. Des de la part posterior de la barca i mercès a la soledat que l'envoltava, Ziem podia allargar la vista i veure l'esplèndid panorama de Venècia dirigint llurs torres i cúpules envers la resplendent llum de l'alba o fonent-se entre l'or i la púrpura del sol ponent. Davant d'ell, molt lluny, l'estreta faixa de Malamocco estriava el blau com un cordó d'argent, i sobre les costes apareixien les blanques illes de Burano, Torcello i Murano posades sobre la llacuna com gavines en repòs. Avui podem contemplar els llenços de Ziem a Venècia tal com ell la va veure.

## Volta el món i torna al Born
Ziem abandonà Venècia entre 1845 i 1846 per anar a París a provar fortuna en el Salon, fent, com sempre, el viatge a peu, i venent llurs treballs per una llesca de pa. El seu primer enviament al Salon tingué lloc el 1849, consistint en algunes de les seves visites del Bòsfor i de Venècia. El que més cridà l'atenció fou el seu quadre El Canal Gran. Llavors va creure que els voltants de la capital, més familiars als parisencs, tindrien més èxit i exposà el 1850 un Paisatge de Meudo. Però veient que la conquista de París no era una tasca fàcil, es dirigí vers el Nord, viatjant el 1851 per entre els dics d'Holanda; tornà el 1852 per exposar un altre dels seus quadres, Barraca a la Haia, el que solament li valgué elogis. Després d'haver treballat cert temps a París va vendre llurs pintures per un preu irrisori, i marxà novament vers el Sud i Venècia.
Per guanyar-se la vida a Venècia, llogà una petita botiga prop del Rialto i muntà un comerç d'objectes antics i de segona mà, puntes, brodats, vestits de fantasia i quincalleria, amb el qual almenys guanyava per pagar el lloguer, i dedicava la major part de la botiga per a taller, on prenia els apunts necessaris per als seus quadres. Col·locà a la porta un jove dependent la qual feina era en entretenir les belles i elegants joves senyores que anaven a donar un cop d'ull al magatzem i xerrar una estona. Elles, que ignoraven semblant ardit, no es privaven d'aquest plaer, i quan més confiades restaven, més gaudia l'artista, que, tranquil·lament instal·lat en la rebotiga, feia els croquis que necessitava; d'aquesta forma no li costaven cap cèntim.

El 1854 exposà en el Salon dues pintures: El port de Marsella i Sarau a Venècia, aconseguint amb aquesta última un vertader èxit. Excità l'entusiasme entre els millors crítics, i Morny, que llavors dirigia la moda i el bon to, es deixà portar per un exces de generositat i entregà a l'artista un bon preu pel quadre. Aquesta fou la consagració de la seva fama, no parlant-se en els salons de societat d'altra cosa. L'any següent, llur Festa a Venècia i Vista d'Anvers foren adquirides per l'Estat. Era l'any de l'Exposició Universal i aquest nou èxit contribuí a fer conèixer el seu nom a l'estranger. Des de llavors la pobresa i inquietud dels seus primers temps fugiren per sempre del seu taller; se'l troba cada any ja sigui a Venècia o a Constantinoble, i el mateix li és fàcil viatjar per Orient, Ceilan, Holanda, Anglaterra o Escòcia. 

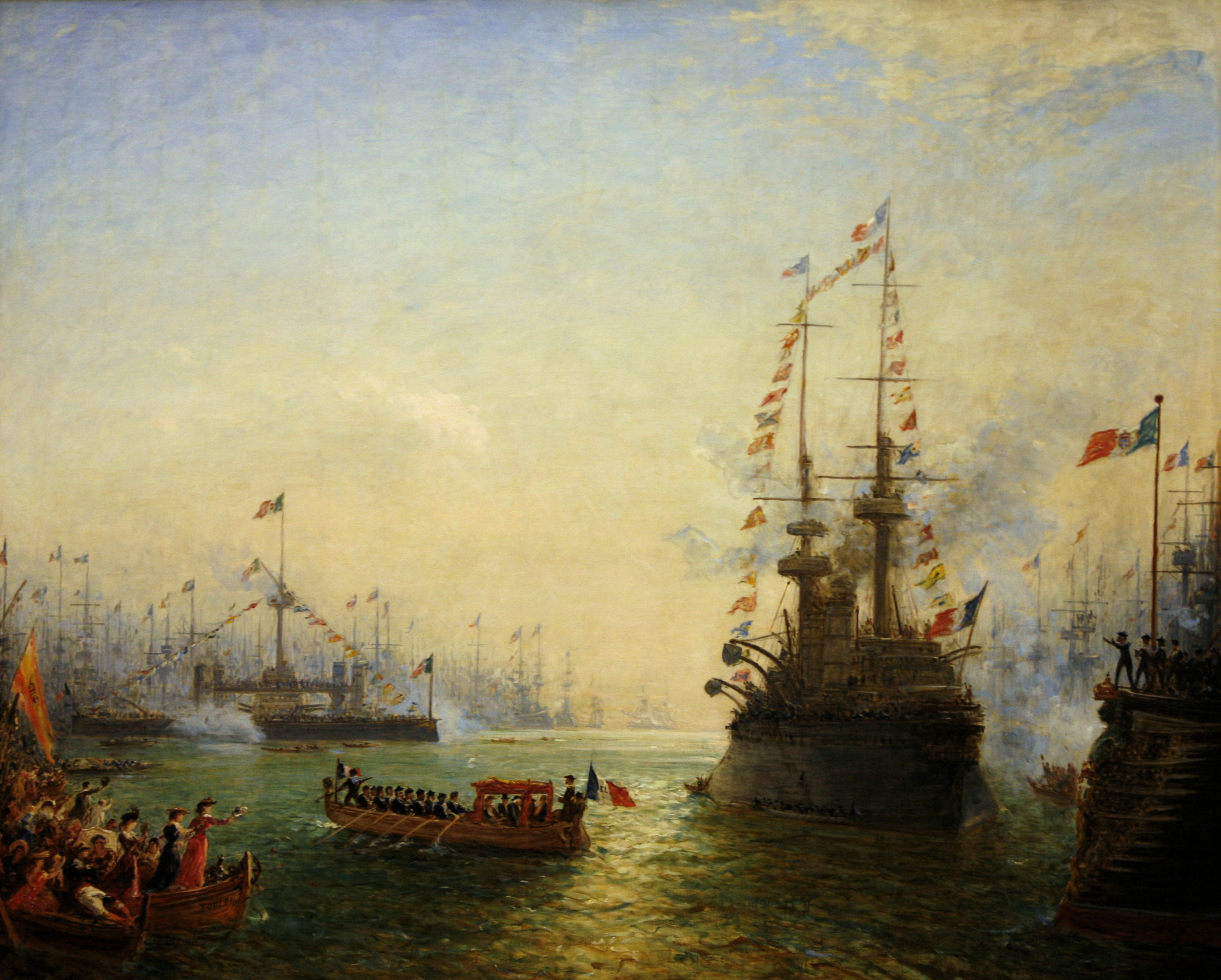
Loubet vista Tolón -esquadres francesa i italiana-

## Apropant-se ha envellir a la seva terra
Ziem continuà enviant al Salon fins al 1868, època en què de sobte deixà d'exposar, ja que havent sorgit algunes dificultats amb els organitzadors, acabaren per excloure'l de les recompenses oficials i atreure sobre ell les disputes tan freqüents entre artistes. Però llavors ja tenia mitjans per mantenir la seva independència i la seva reputació estava en el seu apogeu. El 1851 havia aconseguit una medalla de tercera classe; el 1852 una altra segona, i en l'Exposició de 1855 el Jurat li concedí una altra tercera. Fou nomenat cavaller de la Legió d'Honor, passant per tots els graus dintre de l'Ordre, fins i tot la de comanador que aconseguí anys després.
Arribant a l'apogeu de la seva celebritat, Ziem establí el seu domicili a París, ocupant diferents tallers, fins que per fi comprà en el carrer Lepic una casa vella, que transformà en estudi, sent difícil trobar encara en el mateix Montmartre una rèplica semblant del passat; vivia en ella completament retirat i la seva porta no s'entreobria sinó amb infinites precaucions. Era de bondat extraordinària, inversemblant, quasi ingènua, que feien d'ell una presa fàcil pels intrigants. La seva generositat no tenia límits, sent difícil citar totes les virtuts d'aquell gran cor: cap ingratitud, cap engany servien per a corregir-lo; l'enganyaven sabent que l'anaven a enganyar.

## Ziem, mecenes
Fundà amb els seus diners un asil per a cecs, perquè com a pintor sabia el valor que tenien els ulls, donant 100.000 francs pel seu establiment, on un cert nombre de desheretats eren acollits, i afegint a aquesta suma anualitats que s'elevaven a xifres considerables. El 1905, Ziem feu donació a la vila de París de 50 quadres a l'oli, 40 aquarel·les i 75 estudis. Col·lecció única que figura en una sala del Petit-Palais i del qual és el seu millor tresor. L'endemà de la instal·lació rebé la corbata de comanador de la Legió d'Honor, qua havia esperat durant 30 anys.
El vell pintor va viure encara 7 anys, compartint la seva existència entre París i la seva propietat de la badia dels Àngels, a Santa Elena, prop de Niça. Treballà fins que la vista i les mans si negaren a tot treball. A partir d'aquell moment es reconcentrà en si mateix, esperant apaciblement l'hora de la seva mort, que vingué a sorprendre'l una nit a l'entrada de l'hivern de 1911, en el seu taller del carrer Lepic. Com molts d'altres artistes, Ziem fou molt apassionat per la música, sent Frédéric Chopin un dels seus amics més íntims.
Efectivament, fou en el taller de Ziem on el gran compositor concebé la seva famosa Marxa fúnebre.